# Heterogorgia papillosa
Heterogorgia papillosa är en korallart som beskrevs av Addison Emery Verrill 1870. Heterogorgia papillosa ingår i släktet Heterogorgia och familjen Plexauridae. Inga underarter finns listade i Catalogue of Life.